# Port St. Lucie
Port St. Lucie è una città statunitense situata in Florida, nella contea di St. Lucie. Nel 2007 contava 151.391 abitanti.